# Полексија Тодоровић
Полексија Тодоровић (рођена Бан; Београд, 3. април 1848 — Београд, 26. фебруар 1939) била је српска сликарка. Једна је од три сликарке (поред Мине Караџић и Катарине Ивановић) које су радиле у Србији у XIX веку.

## Биографија
Полексија Тодоровић рођена је 3. априла 1848. године у Београду као Полексија Бан, старија кћи српског књижевника, дипломате и педагога Матије Бана и Маргарите Бан, пореклом Гркиње.
Као дете била је слабог здравља, па је завршила само три разреда основне школе, али је поред свестрано образованих родитеља стекла изванредно образовање и културу. Отац је уочио њену склоност према цртању и омогућио јој да учи код професора Јована Дерока (1820-1887), а потом сликање наставља да учи од свог супруга, сликара Стевана Тодоровића.
Полексија се за 16 година старијег сликара Стевана Тодоровића удала већ са 16 година, 1864. До тада је већ била савладала основе цртања, тако да је одмах почела да помаже мужу и да поред њега шири цртачка и сликарска знања. Као сликарски и брачни пар Тодоровићи су били међу првима у Србији који су још средином 19. века спојили животе и каријере. Полексија је супругу била не само одан брачни друг, него и поуздана сарадница која му је помогла да изради задивљујући број слика. Док је у највећој мери помагала супругу при извршавању многих сликарских поруџбина за потребе цркве, она сама претежно је сликала иконе и портрете, понекад и пејзаже. Била прва и једина српска сликарка која је сама насликала иконостас. У збирци Народног музеја налази се 16 њених дела.
Полексија Тодоровић остала је веома активна и као друштвени радник и као сликар све до смрти. Петнаест година била је професор цртања у Вишој женској школи. Била је веома активна у свим видовима делатности Београдског женског друштва. Као члан Књижевно-уметничке заједнице основане 1892. године, излагала је на хуманитарним изложбама са осталим члановима, чији приходи су били намењени Књижевно-уметничкој заједници. Године 1907. била је међу оснивачима Српског уметничког удружења. У браку са Стевом изродила је петоро деце, од којих је једина поживела кћи Љиљана. Умрла је као "најстарија српска сликарка" фебруара 1939. године у Београду. Сахрањена је у гробници свога оца, Матије Бана, на београдском Новом гробљу.

## Сликарски рад са супругом
Када се 1864. године удала за сликара Стевана Тодоровића, Полексија је већ савладала основне технике цртања и почела ј да помаже свом мужу и уз њега да стиче вештине сликања масним бојама. Са њим је путовала по Србији, боравила у Цариграду, а посебно значајан било је боравак у Фиренци и Риму, где су проучавали и копирали познате композиције ренесансних мајстора Рафаела, Тицијана, Веронезеа и Тинторета. Заједно су израдили многобројне илустративне аквареле и цртеже, више великих историјских композиција, двадесет иконостаса, многе иконе и пејзаже и око 500 портрета. На заједничким сликама Полексија је обично сликала драперије, хаљине, накит и сл. Укратко - сликала је декорацију, где су њен укус и мека рука у потпуности могли да дођу до изражаја. Остала је забележена њена изјава о заједничком раду са супругом: „Црквене слике, а њих је безброј по целој земљи, радили смо увек заједно. Стева главу, руке, цртеж уопште, а ја одело, драперије, костиме. То је мени нарочито ишло од руке”.
Значајни заједнички радови брачног пара Тодоровић свакако су били и они на осликавању ентеријера многих цркава. Тако на пример, по изградњи Цркве Пресвете Богородице у Богатићу Општина је осликавање ентеријера поверила Стевану Тодоровић, тада већ реномираном мајстору религиозних композиција и портрета. На владичанском престолу стоји потпис „Полексија Тодоровић 1871”, што говори да је Тодоровићу у току рада помагала супруга Полексија. Њихово заједничко дело представљају и иконе у Саборној цркви Свете Тројице у Неготину.

## Самостални сликарски рад
Временом је Полексија стекла велико сликарско искуство и почела самостално да ради. Сликала је превасходно портрете и иконе, а понекад и пејзаже.
Запамћена је као прва жена сликар која је осликала цео иконостас - године 1880. осликала је иконостас у капелици Св. мученице Наталије, саграђене у дворишту Више женске школе. На жалост, капелица је срушена током Првог светског рата. Појаву иконостаса поздравили су сви ондашњи листови дивећи се жени која је могла толики посао да савлада. У часопису Домаћица, из 1913. године, у чланку поводом прославе 50. годишњице Женског друштва, на страни 183. стоји: „Живопис на иконостасу радила је оригинале и копије г-ђа Полексија Тодоровић Ст, а фреске Чортановић.” Међутим, у Аутобиографији Стеве Тодоровића, која је писана 1915. и 1917. године, у списку радова уметника, овај иконостас се наводи као његово дело.
Полексија је израдила и подарила икону Мајке Ангелине за олтарску преграду спомен-цркве Светог Арханђела Михаила у Штимљу на Косову, посвећену палим војницима, коју је 1914. године подигао Одбор госпођа „Кнегиња Љубица”. Ова црква изграђена је на темељима старије црквене грађевине према пројекту Јелисавете Начић, прве жене архитекте у Србији.
Црквено сликарство, као и други мотиви уметничког рада Полексије Тодоровић, садрже сличности и карактеристике сликарства њеног супруга и учитеља Стевана Тодоровића.

### Значајне изложбе
- 1895. и 1896. излаже као чланица Књижевно-уметничке заједнице на заједничким изложбама са осталим члановима, вајарима и сликарима.
- 1911. излаже са најпознатијим уметницима на великој Међународној изложби у Риму.[4][20]

## Остала ангажовања
Полексија Тодоровић је, са супругом и самостално, била веома ангажована у тадашњем друштвеном животу Србије Петнаест година била је професор цртања у Вишој женској школи. Била је веома активна у свим видовима делатности Београдског женског друштва. Године 1907. била је међу оснивачима Српског уметничког удружења. Полексија је у Риму у време Првог светског рата основала и била на челу друштва „Комитет српских жена“.